# Четраро
Четраро је насеље у Италији у округу Козенца, региону Калабрија.
Према процени из 2011. у насељу је живело 1555 становника. Насеље се налази на надморској висини од 138 м.

## Становништво
Према резултатима пописа становништва 2011. у општини је живело 10.260 становника.
| 1951. | 1961.  | 1971.  | 1981.  | 1991.  | 2001.  | 2011.  |
| ----- | ------ | ------ | ------ | ------ | ------ | ------ |
| 9.338 | 10.052 | 10.239 | 10.775 | 10.437 | 10.333 | 10.260 |

## Партнерски градови
- Venosa
- Acri